# Parsons (Tennessee)
Parsons è un comune degli Stati Uniti d'America, situato nello Stato del Tennessee, nella Contea di Decatur.